# Benjamín Kowalewicz
Benjamin Kowalewicz (/ˈkɒvəlɛvɪtʃ/; Montreal, Quebec; 16 de diciembre de 1975) es el cantante de la banda canadiense de punk rock Billy Talent.

## Biografía
Kowalewicz, de ascendencia polaca, nació el 16 de diciembre de 1975 en Montreal, Quebec. Creció en Streetsville, Ontario, pero actualmente vive en Toronto. Asistía a clases en Our Lady of Mount Carmel Catholic Secondary School, donde fue baterista de una banda llamada "To Each His Own" junto a Jonathan Gallant. Cuando Aaron Solowoniuk fue reclutado para tocar la batería, Ben dejó de ser baterista y pasó a ser vocalista del grupo y guitarra rítmica. Los tres conocieron más tarde a Ian D'Sa para formar una banda llamada Pezz en 1993. Pezz lanzó su primer álbum Watoosh! en 1998, pero pronto tuvieron que cambiar de nombre al ser denunciados por una banda estadounidense que ya se llamaba así. Ben propuso Billy Talent por un personaje de la película de Michael Turner Hard Core Logo. Kowalewicz se centró solo en ser vocalista y así nació Billy Talent. En ese tiempo, Ben trabajaba en la emisora de radio Toronto 102.1 The Edge como asistente de The Ongoing History of New Music con el anfitrión Alan Cross para contribuir a los fondos del primer álbum de Billy Talent , en 2010 interpretó la canción nothing to lose para el film polaco de drama sala samobójców.
.
Kowalewicz ha participado con otros grupos en distintos proyectos, como en la canción "Smiling Politely" de Cáncer Bats de su álbum Hail Destroyer. También participó en la canción "Wake Up The Town" de Anti-Flag en el álbum lanzado en 2008 The Bright Lights of America, además de en el vídeo de la banda Goldfinger "Superman". En un concierto del grupo Rise Against en Neuhausen, Alemania, Ben apareció en el momento cumbre de la canción "Prayer of the Refugee" del álbum The Sufferer & the Witness cantando el coro "Don't hold me up now, I can stand my own ground, I don't need your help now, You will let me down, down, down!".
Su casa en el vecindario de Parkdale de Toronto apareció en el programa canadiense de decoración Designer Guys. Este episodio se titula "Punk Meets Traditional". Kowalewicz también ha tocado la guitarra y la batería, y escribió la partitura para batería de "The Ex", una canción de su disco homónimo Billy Talent.
Kowalewicz se casó con su novia, Rachelle Turner, después de una relación de 6 años en agosto de 2011.

## Discografía
Apariciones en álbumes
- Pezz – Watoosh! (1998)
- Billy Talent – Billy Talent (2003)
- Billy Talent – Billy Talent II (2006)
- Billy Talent – Billy Talent III (2009)
- Billy Talent – Dead Silence (2012)

Apariciones como invitado
- Anti-Flag – The Bright Lights of America en "Wake Up the Town" (2008)
- Cancer Bats – Hail Destroyer en "Smiling Politely" (2008)
- Rise Against – Prayer of the Refugee Apariciones ocasionales en directo.
- Emigrate – A Million Degrees en "1234" (2018)